# Полис, Александр Клементьевич
Александр Клементьевич Полис (1861 — 14 (27) мая 1905, в бою у острова Цусима) — русский военно-морской деятель, капитан 2-го ранга (1902).

## Биография
Окончил Морское училище. Военно-морской агент в Германии (1898—1902), с июля 1902 — старший офицер эскадренного броненосца «Император Николай I».
Во время русско-японской войны, зимой 1904/1905 был направлен с секретным поручением в Батавию (ныне Джакарта) для организации наблюдения за деятельностью Японии в нейтральных странах с целью обеспечения безопасности похода 2-й Тихоокеанской эскадры. Затем был прикомандирован к штабу командующего 2-й Тихоокеанской эскадрой вице-адмирала З. П. Рожественского. Во время Цусимского боя находился на эскадренном броненосце Император Александр III, вместе с которым и погиб.

## Семья
- Жена — Мария Арсеньевна, крупная домовладелица, имевшая несколько доходных домов в районе реки Фонтанки.
- Сестра — Маргарита Клементьевна.
- Дочь — Анастасия Александровна.
- Сын — Анатолий Александрович (1886—1977, Ленинград) обучался в Пажеском корпусе, затем в Германии банковскому делу, и до революции работал в Государственном банке на ответственных должностях. С 1913 совместно с супругой, Еленой Васильевной (скончавшейся в 1976 году), проживал на Зверинской улице. Оба похоронены на семейном участке кладбища в посёлке Токсово Ленинградской области.